# Simon Callow
Simon Phillip Hugh Callow (ur. 15 czerwca 1949 w Streatham w Londynie) – angielski aktor, scenarzysta i reżyser filmowy, telewizyjny i teatralny.

## Życiorys

### Wczesne lata
Urodził się w Streatham w Londynie w rzymskokatolickiej rodzinie jako syn biznesmena Neila Francisa i sekretarki Yvonne Mary (z domu Guise) Callowów. Jego ojciec był angielskiego i francuskiego pochodzenia, a matka – duńskiego i niemieckiego.
Uczęszczał do szkoły katolickiej London Oratory School, a następnie udał się na studia w Queen’s University Belfast w Irlandii Północnej. Potem studiował aktorstwo na Drama Centre London.

### Kariera
Swoją przygodę z teatrem rozpoczął po roku, gdy napisał list jako fan sir Laurence’a Oliviera, dyrektora artystycznego Royal National Theatre i otrzymał odpowiedź sugerującą, by dołączył do pracowników w kasie biletowej. To właśnie podczas próby oglądania aktorów, zdał sobie sprawę, że chce występować.
W 1973 roku zadebiutował na scenie The Thrie Estates, Assembly Hall Theatre w Edynburgu. W latach 70. wstąpił do grupy teatralnej Gay Sweatshop i zachwycił krytyków swoim występem w sztuce Passing By (1975). W 1977 roku grał różne role w produkcjach Joint Stock Theatre Company’s, a w 1979 roku wystąpił na deskach Soho Poly.
Występował jako Verlaine w Total Eclipse (1982), lord Foppington w The Relapse Johna Vanbrugha (1983) i tytułową rolę w Fauście (1988) w Lyric Hammersmith, gdzie również reżyserował widowisko Maszyna piekielna (1986) Jeana Cocteau z Maggie Smith. W 1985 roku w londyńskim Bush Theatre zagrał Molinę w spektaklu Pocałunek kobiety-pająka. W Royal National Theatre stworzył postać Wolfganga Amadeusa Mozarta w przedstawieniu Amadeusz (1979) Petera Shaffera, a także w 1983 roku pojawiał się w obsadzie produkcji radiowej BBC, w tym Orlando w słuchowisku Jak wam się podoba (1979) czy Fulganzio w Galileo (1980).
Jego pierwszą rolą telewizyjną był członek załogi w jednym z odcinków serialu ITV Carry On Laughing – pt. Orgy and Bess (1975). Zagrał w kilku serialach kanału Channel 4. Popularność wśród szerszej publiczności przyniosła mu postać ekscentrycznego Toma Chance’a w sitcomie Szansa na milion (Chance in a Million, 1984-86).
Po raz pierwszy na kinowym ekranie wystąpił jako Emanuel Schikaneder w biograficznym dramacie muzycznym Miloša Formana Amadeusz (Amadeus, 1984) z Tomem Hulce. Był nominowany do nagrody BAFTA jako pan Beebe w melodramacie Pokój z widokiem (A Room with a View, 1985) i za rolę Garetha w komedii Cztery wesela i pogrzeb (Four Weddings and a Funeral, 1994). Jako reżyser dramatu Ballada o Sad Cafe (The Ballad of the Sad Café, 1991) wg scenariusza Edwarda Albee, Michaela Hirsta i Carson McCullers z udziałem Vanessy Redgrave, Keitha Carradine i Roda Steigera był nominowany do nagrody Złotego Niedźwiedzia na 41. Festiwalu Filmowym w Berlinie. Razem z obsadą filmu Zakochany Szekspir (Shakespeare in Love, 1998), gdzie był mistrzem rozrywek Tilneyem, otrzymał Nagrodę Gildii Aktorów Ekranowych.
W 1999 roku został odznaczony Komandorią Orderu Imperium Brytyjskiego (CBE) w uznaniu za swój wkład w działalność aktorską.
W 2007 roku w 28. numerze dziennika The Independent znalazł się na liście najbardziej wpływowych gejów i kobiet w Wielkiej Brytanii.

## Życie prywatne
Był jednym z pierwszych aktorów, którzy ujawnili publicznie swój homoseksualizm, czyniąc to w swoich książkach autobiograficznych: Being An Actor (Być aktorem, 1984) i Love Is Where It Falls (1998).
23 czerwca 2016 roku podczas prywatnej ceremonii na greckiej wyspie Mykonos, mając 67 lat poślubił 33-letniego Niemca Sebastiana Foxa.

## Twórczość pisarska
- Simon Callow: Being an actor. St. Martin’s Press, 1984. ISBN 978-0-312-07276-6. OCLC 13092196. Brak numerów stron w książce
- Simon Callow: Charles Laughton: a difficult actor. Fromm International Pub, 1997. ISBN 978-0-88064-180-7. OCLC 36315809. Brak numerów stron w książce
- Simon Callow: Shooting the actor. Picador, 2003. ISBN 978-0-312-42244-8. OCLC 52178208. Brak numerów stron w książce
- Simon Callow: Acting in Restoration comedy. Applause Theatre Books, 1991. ISBN 978-1-55783-119-4. OCLC 24218256. Brak numerów stron w książce
- Simon Callow: Orson Welles: Volume 1: The Road to Xanadu. Jonathan Cape, 1995. ISBN 978-0-224-03852-2. OCLC 32454874. Brak numerów stron w książce
- Simon Callow: Love is where it falls. Nick Hern, 2007. ISBN 1-85459-976-3. OCLC 77258353. Brak numerów stron w książce
- Simon Callow: The Night of the Hunter. BFI Publishing, 2000. ISBN 978-0-85170-822-5. OCLC 59582358. Brak numerów stron w książce
- Simon Callow: Dickens’ Christmas: a Victorian Celebration. Harry N. Abrams, 2003. ISBN 978-0-8109-4534-0. OCLC 51942509. Brak numerów stron w książce
- Simon Callow: Orson Welles: Volume 2: Hello Americans. Jonathan Cape, 2006. ISBN 978-0-224-03853-9. OCLC 63185891. Brak numerów stron w książce
- Simon Callow: Orson Welles: Volume 3: One Man Band. Jonathan Cape, 2015. ISBN 978-0-09-950283-8. OCLC 962304820. Brak numerów stron w książce

## Filmografia
- Amadeusz (Amadeus, 1984) jako Emanuel Schikaneder
- Chance in a Million (1984) jako Tom Chance
- Pokój z widokiem (A Room with a View, 1985) jako pan Beebe
- Dobry ojciec (The Good Father, 1985) jako Mark Varda
- Honour, Profit & Pleasure (1985) jako George Frideric Handel
- The Christmas Tree (1986) jako Jacob
- David Copperfield (1986) jako Wilkins Micawber
- Dead Head (1986) jako Hugo Silver
- Maurycy (Maurice, 1987) jako pan Ducie
- Cariani and the Courtesans (1987) jako Raimondi
- Manifesto (1988) jako szef policji Hunt
- Revolutionary Witness (1989) jako Franciscus Palloy
- Pan i pani Bridge (1990) jako dr Alex Sauer
- Pocztówki znad krawędzi (Postcards from the Edge, 1990) jako Simon Asquith
- Old Flames (1990) jako Nathanial Quass
- Przeklęty skarb (The Crucifer of blood, 1991) jako inspektor Lestrade
- Bye Bye Columbus (1991) jako brat Morcheno
- The Trials of Oz (1991) jako John Mortimer
- Soft Top Hard Shoulder (1992) jako Eddie Cherdowski
- Femme Fatale (1993) jako Vicar Ronnie
- Cztery wesela i pogrzeb (Four Weddings and a Funeral, 1994) jako Gareth
- Uliczny wojownik (Street Fighter, 1994) jako podsekretarz
- In Ismail's Custody (1994) jako aktor / Reżyser
- Ace Ventura: Zew natury (Ace Ventura: When Nature Calls, 1995) jako Vincent Cadby
- Zwycięstwo (Victory, 1995) jako San Giacomo
- Jefferson w Paryżu (Jefferson in Paris, 1995) jako Richard Cosway
- Passager clandestin, Le (1995) jako major Owens
- England, My England (1995) jako Charles II
- Jakubek i brzoskwinia olbrzymka (James and the Giant Peach, 1996) jako konik polny (głos)
- Kobieta w bieli (The Woman in White, 1997) jako hrabia Fosco
- Sypialnie i przedsionki (Bedrooms and Hallways, 1998) jako Keith
- Zakochany Szekspir (Shakespeare in Love, 1998) jako Tilney, Master of the Revels
- The Scarlet Tunic (1998) jako kapitan Fairfax
- Trial & Retribution II (1998) jako pan Halliday
- Trial & Retribution III (1999) jako Halliday
- W 80 dni dookoła świata (1999) jako Phileas Fogg
- Zbłąkane dusze (Deadly Appearances, 2000) jako Rick Spencer
- The Mystery of Charles Dickens (2000) jako Charles Dickens
- Opowieść wigilijna (Christmas Carol: The Movie, 2001) jako Ebenezer Scrooge (głos)
- Ziemia niczyja (No Man’s Land, 2001) jako Soft
- Marzenia do spełnienia (Thunderpants, 2002) jako sir John Osgood
- Merci Docteur Rey (2002) jako Bob
- Hans Christian Andersen (Hans Christian Andersen: My Life as a Fairy Tale, 2003) jako Charles Dickens
- Bright Young Things (2003) jako King of Anatolia
- Anioły w Ameryce (Angels in America, 2003) jako Przodek Priora Waltera #2
- Smokiem i mieczem (George and the Dragon, 2004) jako król Edgaar
- Upiór w operze (The Phantom of the Opera, 2004) jako Andre
- Panna Marple: Noc w bibliotece (Marple: The Body in the Library, 2004) jako pułkownik Terence Melchett
- The Civilization of Maxwell Bright (2005) jako pan Wroth
- Rag Tale (2005) jako Grubas
- Kamerdyner (Bob the Butler, 2005) jako pan Butler
- Sabina (2006) jako Eugene Bleuler
- Przygody Sary Jane (2009)
- Pałac wicekróla (2017) jako Cyril Radcliffe